# Gravedona ed Uniti
Gravedona ed Uniti (Gravedona in dialetto comasco, AFI: /ɡraveˈduna/) è un comune italiano sparso di 4 062 abitanti della provincia di Como in Lombardia.

## Storia
Il comune di Gravedona ed Uniti è stato costituito l'11 febbraio 2011 dalla fusione dei tre precedenti comuni di Consiglio di Rumo, Germasino e Gravedona a seguito della Legge Regionale n. 1 del 10 febbraio 2011, nonostante il risultato negativo del referendum consultivo del 14 novembre 2010 dove il no alla fusione aveva prevalso nei due comuni maggiori, Consiglio di Rumo e Gravedona. Il 16 e 17 maggio 2011 si sono tenute le prime elezioni comunali del nuovo comune.

### Simboli
Lo stemma e il gonfalone del comune sono stati concessi con decreto del presidente della Repubblica del 30 novembre 2015.
Lo stemma ricalca quello del precedente comune di Gravedona, dove le croci ricordavano la storica appartenenza di Gravedona al territorio delle Tre Pievi assieme a Sorico e Dongo.
Il gonfalone è un drappo di rosso.

## Società

### Evoluzione demografica
Abitanti censiti